# Epuraecha ochraceomaculata
Epuraecha ochraceomaculata är en skalbaggsart som beskrevs av Stefan von Breuning 1935. Epuraecha ochraceomaculata ingår i släktet Epuraecha och familjen långhorningar. Inga underarter finns listade i Catalogue of Life.